# Vincenzo Marino (1949)
Vincenzo Marino (Castelfiorentino, 29 settembre 1949) è un ex calciatore italiano, di ruolo attaccante.

## Carriera
Cresciuto nel Castelfiorentino, debutta in Serie D nel 1968 con Le Signe e l'anno successivo passa al Camaiore dapprima nei Dilettanti e poi in Serie D.
Nel 1972 debutta in Serie B con il Brescia, disputando due stagioni con le Rondinelle in serie cadetta, e nel 1974 viene ceduto al Brindisi, sempre in Serie B, dove termina la carriera da professionista.
Tra i cadetti totalizza complessivamente 68 presenze e 12 gol.